# Alexander Shulgin
Alexander Theodore Shulgin (17. Juni, 1925 – 2. Juni, 2014) — også kendt som Sasha Shulgin — var en amerikansk lægemiddelkemiker, biokemiker, farmakolog, psykofarmakolog og forfatter. 
Shulgin er berømt for at have genopdaget MDMA (også kendt som "ecstasy") for psykologer i slutningen af 1970'erne til psykofarmaceutisk brug. 
Han opdagede, syntetiserede og skrev personlige bioassays om over 230 psykoaktive stoffer og evaluerede deres psykedeliske potentiale.

### Bøger
- with Manning, Tania &; Daley, Paul (2011). The Shulgin Index Vol 1: Psychedelic Phenethylamines and Related Compounds. Berkeley: Transform Press. ISBN 978-0-9630096-3-0..
- with Perry, Wendy (2002). The Simple Plant Isoquinolines. Berkeley: Transform Press. ISBN 0-9630096-2-1..
- with Shulgin, Ann (1997). "A New Vocabulary".  I Forte, Robert (red.). Entheogens and the Future of Religion. Berkeley: Council on Spiritual Practices. ISBN 1-889725-01-3..
- with Shulgin, Ann (1997). TIHKAL: The Continuation. Berkeley: Transform Press. ISBN 0-9630096-9-9..
- with Shulgin, Ann (1991). PIHKAL: A Chemical Love Story. Berkeley: Transform Press. ISBN 0-9630096-0-5..
- Controlled Substances: Chemical & Legal Guide to Federal Drug Laws. Berkeley: Ronin Publishing. 1988. ISBN 0-914171-50-X..

### Andre bemærkelsesværdige udgivelser
- 1960–1979. Lab notebooks of Dr. Shulgin
- 1963. "Psychotomimetic agents related to mescaline". Experientia 19: 127. 19
- 1963. "Composition of the myristicin fraction from oil of nutmeg". Nature 197: 379. 20
- 1963. "Concerning the pharmacology of nutmeg". Mind 1: 299-302. 23
- 1964. "3-methoxy-4,5-methylenedioxy amphetamine, a new psychotomimetic agent". Nature 201: 1120-1121. 29
- 1964. "Psychotomimetic amphetamines: methoxy 3,4-dialkoxyamphetamines". Experientia 20: 366. 30
- 1964. with H. O. Kerlinger. "Isolation of methoxyeugenol and trans-isoelemicin from oil of nutmeg". Naturwissenschaften 15: 360-361. 31
- 1965. "Synthesis of the trimethoxyphenylpropenes". Can. J. Chem. 43: 3437-3440. 43
- 1966. "Possible implication of myristicin as a psychotropic substance". Nature 210: 380-384. 45
- 1966. "The six trimethoxyphenylisopropylamines (trimethoxyamphetamines)". J. Med. Chem. 9: 445-446. 46
- 1966. with T. Sargent, and C. Naranjo. "Role of 3,4-Dimethoxyphenethylamine in schizophrenia". Nature 212: 1606-1607. 48 [1]
- 1967. with T. Sargent, and C. Naranjo. "The chemistry and psychopharmacology of nutmeg and of several related phenylisopropylamines". In D. H. Efron [ed.]: Ethnopharmacologic search for psychoactive drugs. U. S. Dept. of H. E. W., Public Health Service Publication No. 1645. Pp. 202–214. Discussion: ibid. pp. 223–229. 49
- 1967. with T. Sargent. "Psychotropic phenylisopropylamines derived from apiole and dillapiole". Nature 215: 1494-1495. 50
- 1967. with Sargent, T. W., D. M. Israelstam, S. A. Landaw, and N. N. Finley. "A note concerning the fate of the 4-methoxyl group in 3,4-dimethoxyphenethylamine (DMPEA)". Biochem. Biophys. Res. Commun. 29: 126-130. 52
- 1967. with Naranjo, C. and T. Sargent. "Evaluation of 3,4-methylenedioxyamphetamine (MDA) as an adjunct to psychotherapy". Med. Pharmacol. Exp. 17: 359-364. 53
- 1968. "The ethyl homologs of 2,4,5-trimethoxyphenylisopropylamine". J. Med. Chem. 11: 186-187. 54
- 1969. with T. Sargent and C. Naranjo. "Structure activity relationships of one-ring psychotomimetics". Nature 221: 537-541. 57
- 1969. "Recent developments in cannabis chemistry". J. Psyched. Drugs 2: 15-29. 58
- 1969. "Psychotomimetic agents related to the catecholamines". J. Psyched. Drugs 2(2): 12-26. 59
- 1970. "Chemistry and structure-activity relationships of the psychotomimetics". In D. H. Efron [ed.]. "Psychotomimetic Drugs". Raven Press, New York. Pp. 21–41. 60
- 1970. "The mode of action of psychotomimetic drugs; some qualitative properties of the psychotomimetics". Neur. Res. Prog. Bull. 8: 72-78. 61
- 1970. "4-alkyl-dialkoxy-alpha-methyl-phenethylamines and their pharmacologically-acceptable salts". U. S. Patent 3,547,999, issued Dec. 15, 1970. 63
- 1971. with T. Sargent and C. Naranjo. "4-bromo-2,5-dimethoxyphenylisopropylamine, a new centrally active amphetamine analog". Pharmacology 5: 103-107. 64
- 1971. "Chemistry and sources". In S. S. Epstein [ed]. "Drugs of abuse: their genetic and other chronic nonpsychiatric hazards". The MIT Press, Cambridge, Mass. Pp 3–26. 65
- 1971. "Preliminary studies of the synthesis of nitrogen analogs of Delta1-THC". Acta Pharm. Suec. 8: 680-681. 66
- 1972. "Hallucinogens, CNS stimulants, and cannabis. In S. J. Mulé and H. Brill [eds.]: Chemical and biological aspects of drug dependence". CRC Press, Cleveland, Ohio. Pp. 163–175. 67
- 1973. "Stereospecific requirements for hallucinogenesis". J. Pharm. Pharmac. 25: 271-272. 68
- 1973. "Mescaline: the chemistry and pharmacology of its analogs". Lloydia 36: 46-58. 69
- 1973. "The narcotic pepper - the chemistry and pharmacology of Piper methysticum and related species". Bull. Narc. 25: 59-1974. "Le poivre stupéfiant - chemie et pharmacologie du Piper methysticum et des espéces apparentées". Bull. Stupéfiants 25: 61-77. 70
- 1973. with T. Sargent and C. Naranjo. "Animal pharmacology and human psychopharmacology of 3-methoxy-4,5-methylenedioxyphenylisopropylamine (MMDA)". Pharmacology 10: 12-18. 71
- 1974. with Kalbhen, D. A., T. Sargent, G. Braun, H. Stauffer, N. Kusubov, and M. L. Nohr. "Human pharmacodynamics of the psychodysleptic 4-bromo-2,5-dimethoxyphenylisopropylamine labelled with [82]Br". IRCS (Int. Res. Comm. Sys.) 2: 1091. 73
- 1975. with Sargent, T., D. A. Kalbhen, H. Stauffer, and N. Kusubov. "A potential new brain-scanning agent: 4-[77]Br-2,5-dimethoxyphenylisopropylamine (4-Br-DPIA)". J. Nucl. Med. 16: 243-245. 74
- 1975. with M. F. Carter. "Centrally active phenethylamines". Psychopharm. Commun. 1: 93-98. 75
- 1975. with Sargent, T., D. A. Kalbhen, G. Braun, H. Stauffer, and N. Kusubov. "In vivo human pharmacodynamics of the psychodysleptic 4-Br-2,5-dimethoxyphenylisopropylamine labelled with [82]Br or [77]Br". Neuropharmacology 14: 165-174. 76
- 1975. "The chemical catalysis of altered states of consciousness. Altered states of consciousness, current views and research problems". The drug abuse council, Washington, D. C. Pp. 123–134. 77
- 1975. "Drug use and anti-drug legislation". The PharmChem Newsletter 4 (#8). 79
- 1975. with D. C. Dyer. "Psychotomimetic phenylisopropylamines. 5. 4-alkyl-2,5-dimethoxyphenylisopropylamines". J. Med. Chem. 18: 1201-1204. 80
- 1975. with C. Helisten. "Differentiation of PCP, TCP, and a contaminating precursor PCC, by thin layer chromatography". Microgram 8: 171-172. 81
- 1975. with Helisten, C. "The detection of 1-piperidinodydlohexanecarbonitrile contamination in illicit preparations of 1-(1-phenylcyclohexyl)piperidine and 1-(1-(2-thienyl)cyclohexyl)piperidine". J. Chrom. 117: 232-235. 82
- 1976. "Psychotomimetic agents". In M. Gordon [ed.] "Psychopharmacological agents", Vol. 4. Academic Press, New York. Pp. 59–146. 83
- 1976. "Abuse of the term 'amphetamines'". Clin. Tox. 9: 351-352. 84
- 1976. "Profiles of psychedelic drugs. 1. DMT". J. Psychedelic Drugs 8: 167-168. 85
- 1976. "Profiles of psychedelic drugs. 2. TMA-2". J. Psychedelic Drugs 8: 169. 86
- 1976. with D. E. MacLean. "Illicit synthesis of phencyclidine (PCP) and several of its analogs". Clin. Tox. 9: 553-560. 87
- 1976. with Nichols, D. E. "Sulfur analogs of psychotomimetic amines". J. Pharm. Sci. 65: 1554-1556. 89
- 1976. with Sargent, T. and N. Kusubov. "Quantitative measurement of demethylation of [14]C-methoxyl labeled DMPEA and TMA-2 in rats". Psychopharm. Commun. 2: 199-206. 90
- 1976. with Standridge, R. T., H. G. Howell, J. A. Gylys, R. A. Partyka. "Phenylalkylamines with potential psychotherapeutic utility. 1. 2-amino-1-(2,5,-dimethoxy-4-methylphenyl)butane". J. Med. Chem. 19: 1400-1404. 91
- 1976. "Profiles of psychedelic drugs. 3. MMDA". J. Psychedelic Drugs 8: 331. 92
- 1977. "Profiles of psychedelic drugs. 4. Harmaline". J. Psychedelic Drugs 9: 79-80. 93
- 1977. "Profiles of psychedelic drugs. 5. STP". J. Psychedelic Drugs 9: 171-172. 94
- 1977. with Nichols, D. E., and D. C. Dyer. "Directional lipophilic character in a series of psychotomimetic phenethylamine derivatives". Life Sciences 21: 569-576. 95
- 1977. with Jacob, P. III, G. Anderson III, C. K. Meshul, and N. Castagnoli Jr. "Mononethylthio analogues of 1-(2,4,5-trimethoxyphenyl)2-aminopropane". J. Med. Chem. 20: 1235-1239. 96

## Ekstern henvisning

### Fodnote
1. ↑  Nature – Role of 3,4-Dimethoxyphenethylamine in Schizophrenia